# Krzysztof Bosak

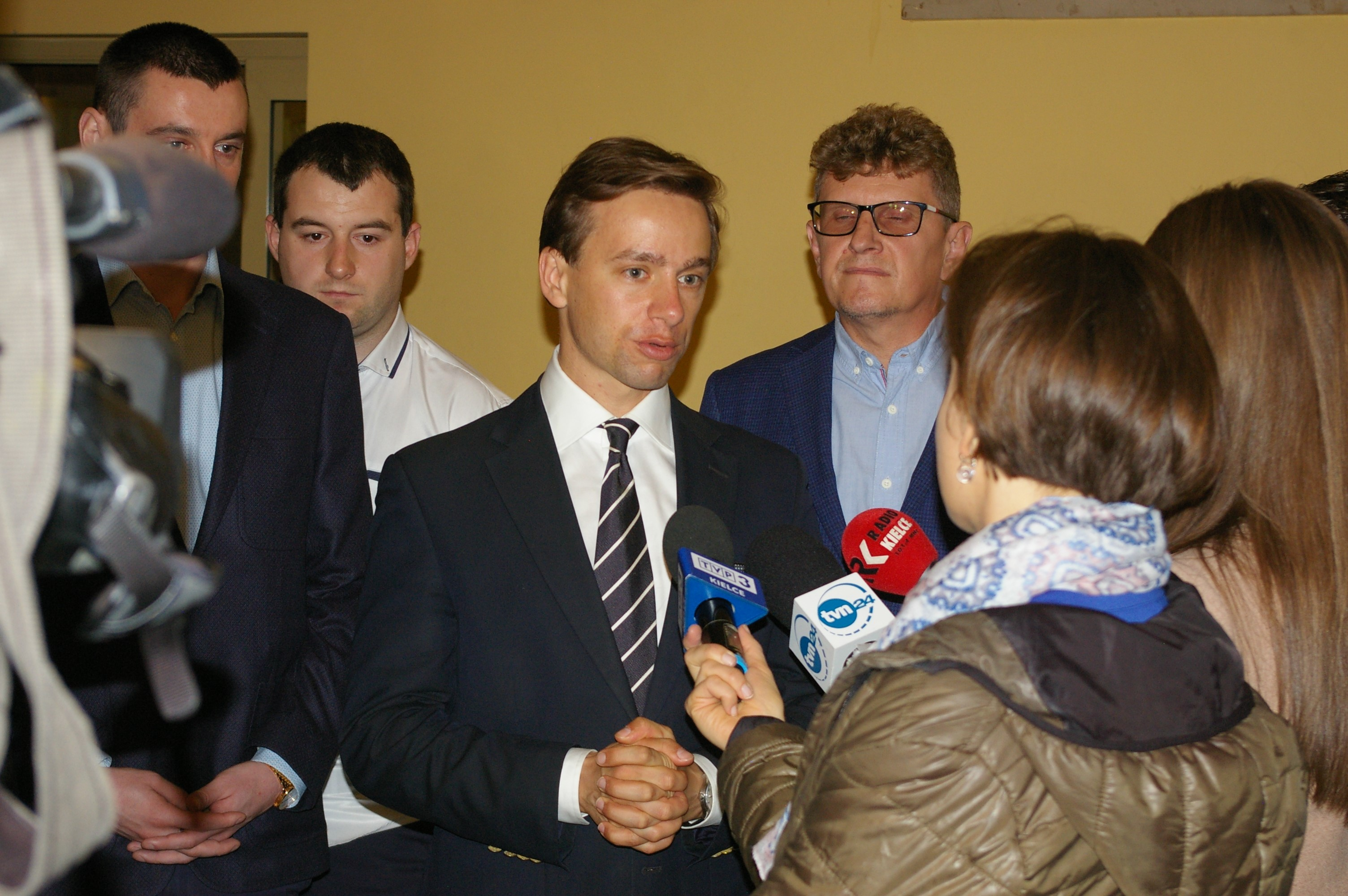
Krzysztof Bosak dând un interviu la Kielce (27 septembrie 2019)

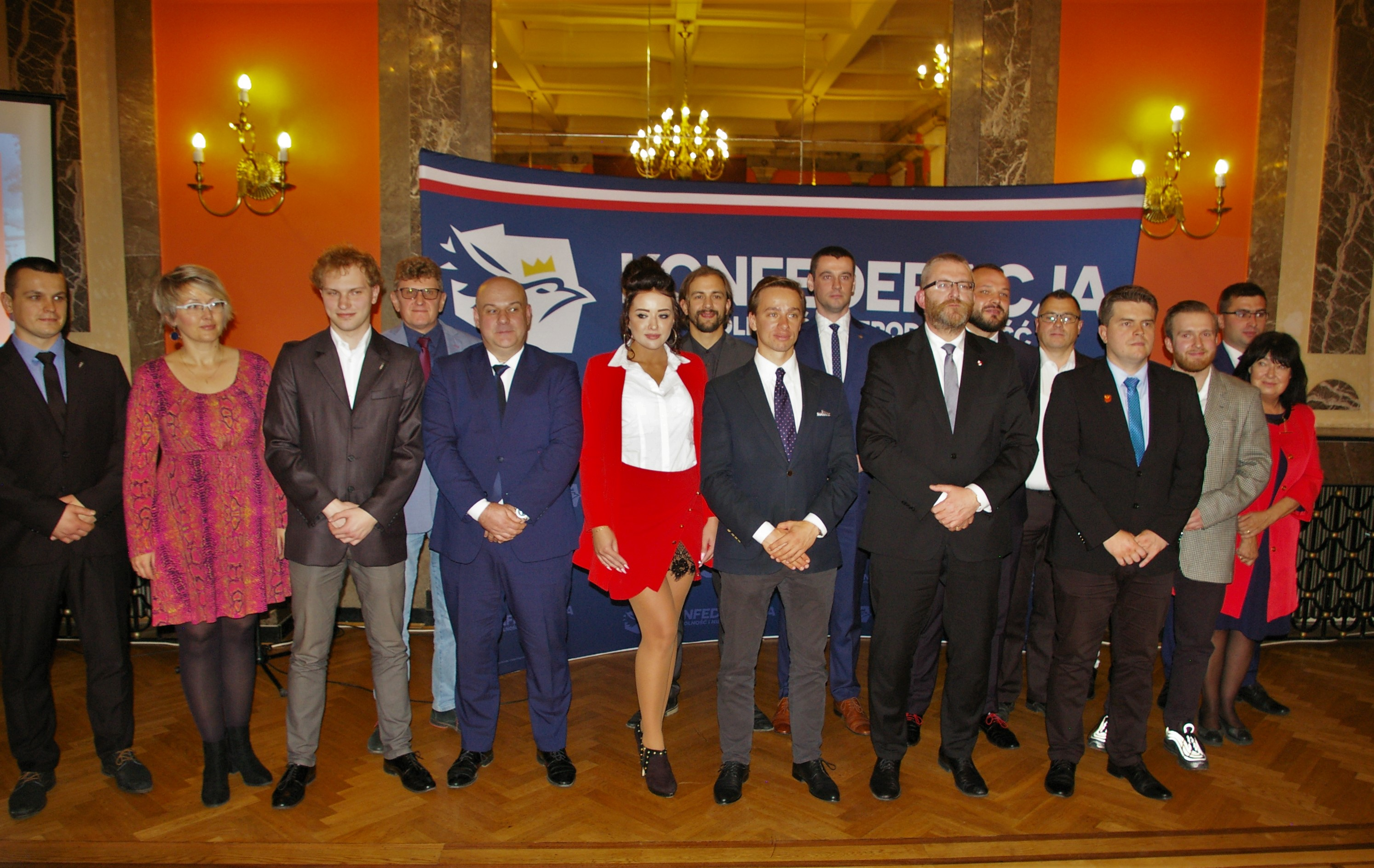
Convenția electorală a Confederației Libertății și Independenței de la Kielce (4 octombrie 2019)

Krzysztof Bosak (n. 13 iunie 1982, Zielona Góra, Polonia) este un politician polonez, actualul lider al partidului Mișcarea Națională. El este un conservator național și membru al Parlamentului Polonez (Seimul), ales pe lista electorală a Confederației, o alianță de dreapta.